# 9911 Кванц
9911 Кванц (9911 Quantz) — астероїд головного поясу, відкритий 29 вересня 1973 року.
Тіссеранів параметр щодо Юпітера — 3,573.
Названо на честь Йоганн Йоахім Кванца - німецького композитора, флейтиста